# What About Your Friends (canção)
What About Your Friends é o terceiro single do grupo americano TLC, de seu álbum de estreia Ooooooohhh... On the TLC Tip. Ele atingiu a posição #7 na Billboard Hot 100, tornando-se o terceiro single top-10 consecutivo do grupo. O single foi lançado em 28 de agosto de 1992.

## Composição
"What About Your Friends" foi escrito por Dallas Austin e membro do TLC Lisa "Left Eye" Lopes, e apresenta os vocais da T-Boz. A música mostra Blues & Pants de James Brown.

## Videoclipe
As principais cenas de performance do vídeo mostram as meninas andando em um beco cercado por dançarinos, debaixo de uma ponte, em uma escadaria externa, no telhado de um apartamento, em um bar e vestindas roupas de graffiti na frente de uma parede coberta de grafite. Duas versões do vídeo foram feitas: uma focada em mais cenas de performance das garotas e cenas delas se infiltrando em um desfile de moda, enquanto a outra apresenta cenas de uma festa em um grande parque onde as garotas estão sendo muito felizes, dançando e se divertindo com seus amigos e alguns membros da família; incluindo uma cena delas reprisando seus papéis como interiorana americana do vídeo "Ain't 2 Proud 2 Beg" no final. Jermaine Dupri faz uma aparição.

## Desempenho comercial
A música alcançou o número sete na Billboard Hot 100, tornando-se o terceiro single consecutivo do grupo, e alcançou a segunda posição na parada Hot R&B Singles, atrás de "Games" de Chuckii Booker (que só alcançou a #68 em o gráfico pop). O single foi certificado como ouro pela RIAA. No Reino Unido, "What About Your Friends" atingiu o número 59.

## Desepenho
| Chart (1992–93)                              | Maior posição |
| -------------------------------------------- | ------------- |
| Austrália (ARIA)                             | 79            |
| Canadá (RPM)                                 | 4             |
| Canadá (RPM)                                 | 44            |
| Estados Unidos (Billboard Hot 100)           | 7             |
| Estados Unidos (Billboard R&B/Hip-Hop Songs) | 2             |
| Estados Unidos (Billboard Mainstream Top 40) | 18            |
| Estados Unidos (Billboard Rhythmic)          | 1             |
| Nova Zelândia (Recorded Music NZ)            | 19            |
| Países Baixos (Single Top 100)               | 58            |
| Reino Unido (UK Singles Chart)               | 59            |

| Chart (1992)            | Posição |
| ----------------------- | ------- |
| EUA (Billboard Hot 100) | 88      |
| Chart (1993)            | Posição |
| EUA (Billboard Hot 100) | 62      |

## Vendas e certificações
| Região                                         | Certificação | Vendas     |
| ---------------------------------------------- | ------------ | ---------- |
| Estados Unidos (RIAA)                          | Ouro         | 1,000,000^ |
| ^distribuições baseadas apenas na certificação |              |            |